# 灰袍哈拉尔
哈拉爾二世，绰号灰袍者（古諾斯語: Haraldr gráfeldr），挪威國王，961－970年在位.。他是血斧王埃里克的儿子，金发王哈拉尔的孙子。
在與一艘冰島商船的船員相遇後，哈拉爾獲得他的綽號“灰袍者”，該船裝載了大量的“vararfeldir”，一種由羊毛製成的人造毛皮。 冰島商人在出售他們的人造毛皮時遇到了麻煩，所以當哈拉爾問他們是否願意向他提供其中一件真皮灰色的皮草時，水手們毫不猶豫地立即將它獻上製成斗篷。這創造了一種即時的時尚潮流，不久之後，冰島人將他們全部以前不可銷售的毛皮賣給了國王和當地人。哈拉爾曾被稱為'灰袍者'哈拉爾。
在他父親血斧王埃里克於954年去世後，哈拉爾及其兄弟與他們的舅父丹麥國王藍牙王哈拉爾聯合起來，共同對抗叔父挪威國王哈康一世。他們與哈康一世進行了幾次戰鬥，包括955年弗雷島附近的拉斯塔卡爾夫戰役和961年的菲恰爾戰役。在菲恰爾戰役，哈拉爾三兄弟在霍達蘭上岸未被發現，並突襲哈康一世在菲恰爾的住所。在最終擊敗埃里克的兒子之後，哈康一世在菲恰爾之戰中受了致命傷。哈康一世的手臂被箭刺穿，後來因為此傷口而死。
當哈康國王在菲恰爾去世後，哈拉爾及其兄弟成為挪威國王，但是他們在挪威西部以外幾乎是沒有權力。哈拉爾最年長，又是兄弟中最強大的。961年，藍牙王哈拉爾前往挪威並宣布'灰袍者'哈拉爾為他在挪威的附庸國王。
即位之後，為了鞏固統治，灰袍哈拉爾殺害了拉德伯爵西格爾德·哈康松（Sigurd Haakonsson, Jarl of Lade）為首的幾位地方首領，包括維肯王特里格維·奧拉夫松和西福爾王Gudrød Bjørnsson來加強他的統治。因此，哈拉爾二世掌控了挪威全國。哈拉爾二世控制了挪威沿海的貿易路線。他還對比亚马兰進行了維京遠征，就是今天俄羅斯北部的阿爾漢格爾斯克地區。哈拉爾二世很快就不再依賴藍牙王哈拉爾的支持了。
970年，哈拉爾二世被騙到丹麥並在利姆海峽的哈爾斯遇害，這是由西格爾德·哈康松的兒子哈康·西居爾松策劃的。哈康·西居爾松在961年他的父親被哈拉爾二世派人殺害後成為拉德伯爵，並已成為藍牙王哈拉爾的盟友。灰袍哈拉爾倖存的兄弟在哈拉爾二世去世後逃離該國。隨著灰袍哈拉爾的去世，藍牙王哈拉爾從新掌控挪威，他支持哈康·西居爾松作為他的附庸國王，統治挪威。